# Stadio Skif
Lo stadio Skif (in ucraino Стадіон Скіф ?, Stadion Skif) è un impianto sportivo situato a Leopoli. Lo stadio appartiene all'Università di Leopoli di Educazione Fisica ed è l'impianto utilizzato dalla rappresentativa dell'Oblast' di Leopoli. Ha una capienza di 3 742 spettatori.